# Frank Van Mechelen
Frank Van Mechelen (...) è un regista belga.

## Biografia
Frank Van Mechelen ha iniziato la sua carriera come regista di serie televisive, come Wittekerke, Ons Geluk, Heterdaad, De Mol, Engeltjes, Stille Waters, Familie Backeljau e alcuni episodi della serie Aspe.
Tra il 2005 e il 2006 ha diretto due film per il cinema, De Indringer e De hel van Tanger, che hanno riscosso successo al botteghino belga; in particolare il primo dei due è stato il film belga più visto in patria nel 2005.
All'inizio del 2013 ha prodotto la serie Albert II, sulla casa reale belga. Ha prodotto la serie televisiva Salamander (2012-2013).
Nel 2021 ha diretto la prima stagione della serie Sophie Cross -  Verità nascoste, presentata nel marzo 2023 al BariFictionF&st.

## Filmografia parziale

### Cinema
- De Indringer (2005)
- De hel van Tanger (2006)
- Groenten uit Balen (2011)

### Televisione
- Sophie Cross (2021) - serie TV